# Andrzejewski (nazwisko)
Andrzejewski (forma żeńska: Andrzejewska, liczba mnoga: Andrzejewscy) – polskie nazwisko.

## Etymologia nazwiska
Odmiana nazwiska Andrzejowski notowanego w 1446 (również Ondrzejowski notowane od 1449), nazwiska  utworzone formantem –ski od nazwy miejscowej Andrzejów (w powiecie chełmskim w gminie Żmudź, może też w powiecie włodawskim, w gminie Urszulin) → Andrzejewski. Nazwisko Andrzejewski źródła wzmiankują od roku 1676.
Jest również prawdopodobne pochodzenie nazwiska od formy imienia Andrzej, natomiast Dziadulewicz opisuje ród Andrzejewskich pochodzenia tatarskiego, których protoplastą był Andrysz (Andrej) Kadyszewicz (wzmiankowany w 1525 roku). Nazwisko rodu mogło powstać od nazwy rodowych włości – Andrzejewszczyzny. Ród wyginął wraz ze śmiercią ostatniego przedstawiciela w 1627 roku.

## Rody szlacheckie
Nazwisko Andrzejewski nosiło kilka rodów szlacheckich. Byli to: Andrzejewscy herbu własnego Andrzejewski (powiat oszmiański), Andrzejewscy herbu Prus (odmiana I i III) zamieszkujący na Litwie (gubernie wileńska i kowieńska) oraz Andrzejowscy herbu Nałęcz.

## Demografia
Na początku lat 90. XX wieku w Polsce mieszkało 26917 osób o tym nazwisku, najwięcej w dawnym województwie: poznańskim – 4064, konińskim – 2047 i leszczyńskim – 2007. W 2002 roku według bazy PESEL mieszkało w Polsce około 24685 osób o nazwisku Andrzejewski, najwięcej w Poznaniu i Warszawie.